# Clinotarsus
Clinotarsus (лат.) — род земноводных из семейства настоящих лягушек. Включает 3 вида. Долгое время в качестве подрода был частью рода настоящие лягушки. Только в 2005 году был выделен в самостоятельный род, а в 2008 году определен его состав.

## Внешний вид и строение
Общая длина представителей этого рода колеблется от 5 до 12 см. Голова небольшая. Глаза большие, приподняты вверх. Зрачки округлые. Туловище широкое. Вдоль боков или спины проходят складки поднятой кожи. Особенностью являются небольшие передние конечности. Задние лапы имеют развитые плавательные перепонки. Окраска светлых или даже ярких цветов: желтого, оранжевого (на спине), бока более тусклые, брюхо темнее спины.

## Образ жизни
Любят низменности, луга, болота. Встречаются на высоте 500—2000 м над уровнем моря. Активны ночью или в сумерках. Питаются беспозвоночными.
Это яйцекладущие амфибии.

## Распространение
Живут от Индии и Непала до Таиланда.

## Классификация
На октябрь 2018 года в род включают 3 вида:
- Clinotarsus alticola (Boulenger, 1882)
- Clinotarsus curtipes (Jerdon, 1854) — Коротконогая лягушка
- Clinotarsus penelope Grosjean at al., 2015